# 엘리노어 로쉬

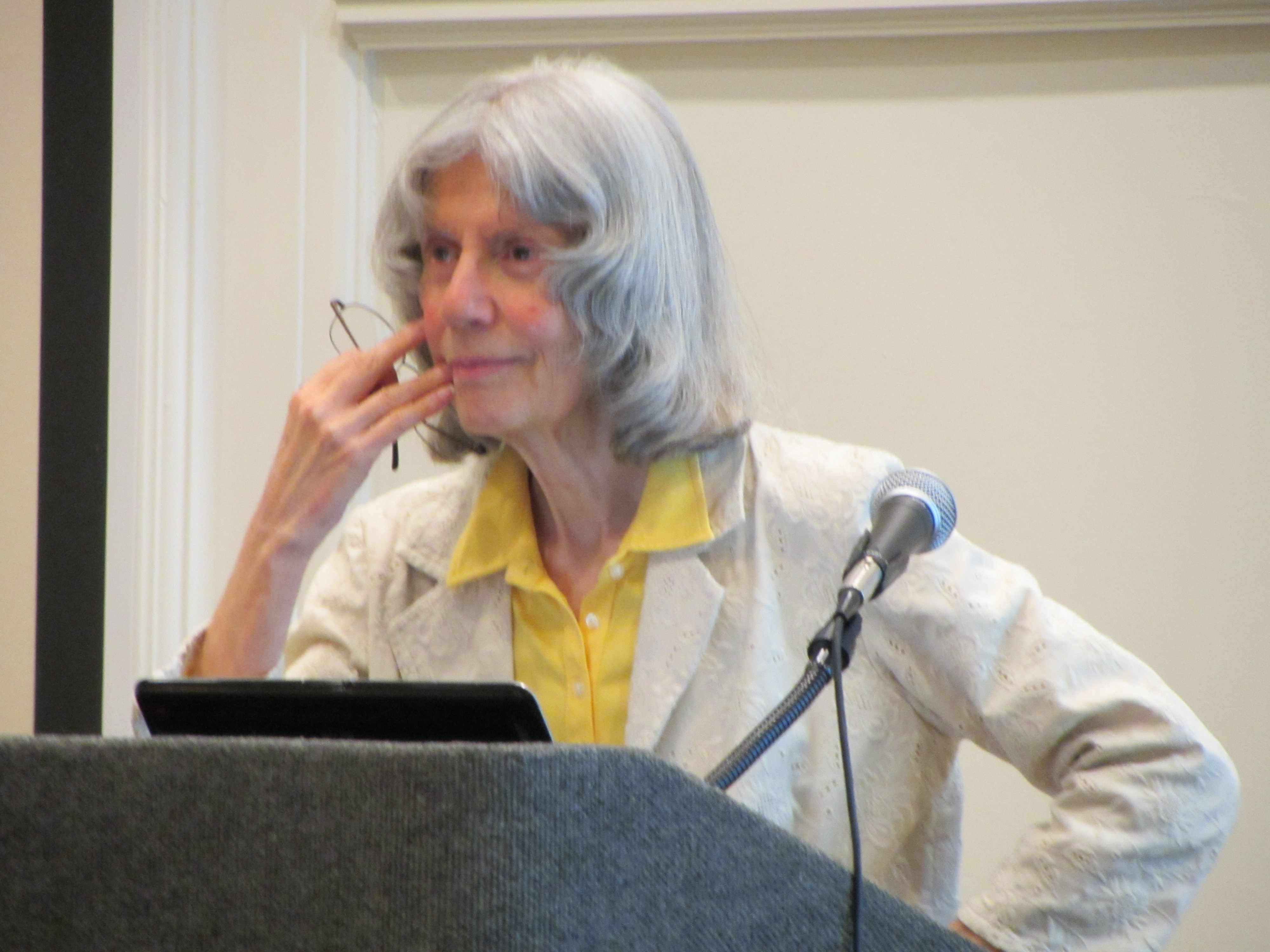
엘리노어 로쉬(Eleanor Rosch,7 August 2012 촬영)

엘리노어 로쉬(Eleanor Rosch 한때 Eleanor Rosch Heider로 알려짐 1938년 출생)는 미국 심리학자이다. 그녀는 캘리포니아 버클리 대학의 심리학 교수로 인지심리학을 전문으로하고 있으며, 언어와 관련해서 개념과 범주에 대한 연구, 특히 인지심리학 분야에 지대한 영향을 준 그녀의 프로토타입 이론(prototype theory)으로 유명하다.

## 같이 보기
- 의미망
- ACT-R